# Iwiccy herbu Kuszaba
Iwiccy – polski ród szlachecki pieczętujący się herbem Paprzyca, który wziął swoje nazwisko od Iwicznej w powiecie łęczyckim, znany od XIV wieku.
Jego przedstawiciele przenieśli się z czasem do Wielkiego Księstwa Litewskiego, gdzie doszli do dużego znaczenia. Maciej Iwicki w nagrodę zasług wojennych otrzymał w 1621 roku wieś Ślepogród na Siewierszczyźnie. Jan Iwicki z Województwem mścisławskim podpisał elekcję 1697 roku, tj. wybór Augusta II Mocnego na króla Polski. Jakub, Kazimierz i Paweł Iwiccy z Województwem trockim wzięli udział w pospolitym ruszeniu 1698 roku. 5 grudnia 1766 r. Jerzy Iwicki ustąpił starostwo prusinowskie Jerzemu Ilniczowi.
Po rozbiorach Rzeczypospolitej w guberni wileńskiej Cesarstwa Rosyjskiego wylegitymowali się ze staropolskiego szlachectwa następujący przedstawiciele tego rodu: Antoni, syn Mateusza, z synami: Ludwikiem, Tomaszem, Robertem i Walentym, a także Jerzy, syn Franciszka, z synem Justynem (1833-1851), oraz Bolesław Iwicki, dziedzic Brzozówki - Parolic w guberni piotrkowskiej (1902).

## Członkowie rodu
- Jan Iwicki (1550-1598) – teolog, prawnik, pisarz polityczny doby odrodzenia
- Mikołaj Iwicki (1575-1640) – słynny XVII-wieczny wojownik
- Ignacy Iwicki (1783-1823) – ksiądz katolicki, profesor Akademii Połockiej
- Ignacy Iwicki (1825-1881) – pedagog, tłumacz
- Bolesław Iwicki (1864-1931) – inżynier rolnictwa, ziemianin
- Witold Iwicki (1884-1943) – ksiądz katolicki, działacz oświatowy, rektor Wyższego Seminarium Duchownego w Pińsku, męczennik za wiarę
- Kazimierz Iwicki (1897-1940) – inżynier rolnictwa, ziemianin
- Feliks Iwicki (1900-1984) – lekarz, żołnierz, sportowiec, społecznik
- Andrzej Iwicki (ur. 1947) – prawnik, dziennikarz, więzień polityczny PRL